# Христиани, Николай Васильевич
Николай Васильевич Христиани (1834—1891) — русский математик, генерал-лейтенант.
Родился 3 декабря 1834 г. в семье тайного советника Василия Христиановича, начальное образование получил в школе гвардейских подпрапорщиков и кавалерийских юнкеров. По производстве 13 августа 1852 г. в первый офицерский чин поступил на службу в лейб-гвардии Семёновский полк. В 1854 году поступил в Николаевскую академию Генерального штаба, курс которой в 1856 году окончил по первому разряду.
В 1857 г. ему было поручено составление статистического описания Витебской губернии, затем он был начальником 2-го гравировального депо и с 1863 по 1867 год был начальником искусственного отделения Главного управления Генерального штаба. Под его руководством были выполнены весьма ценные геодезические, топографические и гравировальные работы.
С 1867 г. Христиани занимал должность помощника начальника штаба Оренбургского военного округа и с 1874 г. командовал Каширским пехотным полком. Во время русско-турецкой войны 1877—1878 гг. Христиани во главе этого полка был назначен в резерв Нижне-Дунайского отряда, но в военных действиях принимал лишь эпизодическое участие и в основном нёс службу по наблюдению за Дунаем.

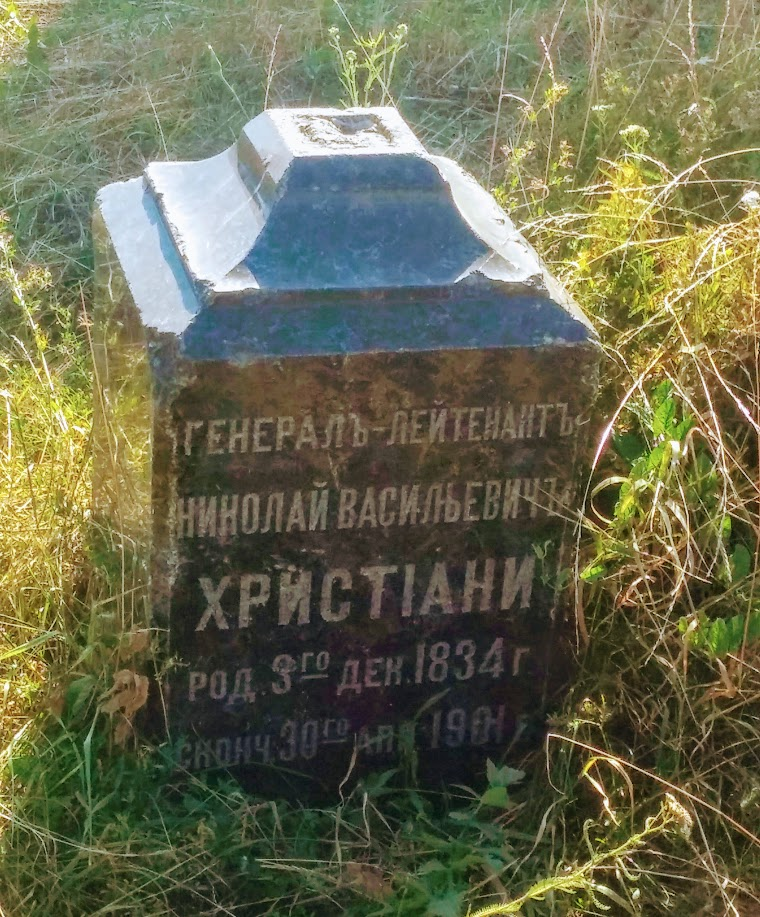
Надгробие Н. В. Христиани в селе Рогозна

По окончании военных действий Христиани был произведён в генерал-майоры (6 июня 1878 г.) и последовательно командовал 2-й бригадой 7-й резервной пехотной дивизии, вторыми бригадами 31-й (с 1879 г.) и 5-й (с 1889 г.) пехотных дивизий.
В 1891 г. Христиани с производством в генерал-лейтенанты вышел в отставку. За время своей службы он был награждён орденами св. Станислава 2-й степени (1864 г.), св. Анны 2-й степени (1866 г., императорская корона к сему ордену пожалована в 1872 г.), св. Владимира 3-й степени (1882 г.).
Составленные им и изданные «Полный курс элементарной математики» (два издания), «Арифметика и алгебра» и «Геометрия и тригонометрия» использовались в 1870—1880-х годах в качестве учебных пособий во многих учебных заведениях Российской империи.
Н. В. Христиани скончался 30 апреля 1901 года. Похоронен в селе Рогозна Дмитриевского района Курской области возле церкви. В годы революции надгробие было украдено вместе с надгробием его жены, Екатерины Александровны Христиани, владелицы села Рогозна — в то время из-за нехватки стройматериалов могильные камни использовалось в качестве фундамента для построек. В 2007 году во время реконструкции фундамента одного из домов надгробные плиты Николая Васильевича и его Жены Екатерины Александровны были найдены и установлены местными жителями села Рогозна на постамент возле церкви, там же была установлена табличка на металле, поясняющая кем был при жизни генерал-майор. 
Его братья, Григорий и Василий, также служили в российской армии. Большую известность получил его дядя: Христиан Христианович Христиани был начальником Главного инженерного училища и крупным учёным в области военно-инженерного дела.